# Barbara Piton
Pour les articles homonymes, voir Piton (homonymie).
Barbara Piton est une danseuse sur glace française, née le 27 février 1977 à Châlons-en-Champagne (région Champagne-Ardenne). Elle est vice-championne de France 1996 avec son frère Alexandre Piton.

## Biographie

### Enfance
Barbara Piton pratique le patinage, comme son frère Alexandre, au sein de l'Association des clubs de glace châlonnais, le club de patinage de la ville de Châlons-en-Champagne, dont son père Jack Piton est le président.

### Carrière sportive
Elle pratique la danse sur glace de haut niveau en devenant membre de l'équipe de France de patinage dans les années 1990. Elle patine d'abord avec Benjamin Delmas avec qui elle participe aux championnats du monde junior 1992 à Hull. Ils ont aussi été vice-champions de France juniors en 1992 et médaillés de bronze aux championnats de France juniors 1993.
À partir de 1994, elle effectue toute sa carrière sportive avec son frère Alexandre, ce jusqu'en 2005. Ensemble ils obtiennent trois médailles à des championnats de France (le bronze en 1995 à Besançon, l'argent en 1996 à Lyon et le bronze en 1997 à Bordeaux). Sur le plan international, ils participent à plusieurs épreuves du Grand Prix ISU, un championnat d'Europe (en 1996 à Sofia) et deux championnats du monde (en 1995 à Birmingham et en 1996 à Edmonton).
Ils arrêtent les compétitions entre 1999 et 2003, et reviennent prendre une 5e place aux championnats de France de 2004 à Briançon. La saison suivante, ils ne participent pas aux championnats nationaux mais se rendent aux championnats d'Allemagne en janvier 2005 à Oberstdorf où ils prennent la 3e place. Il s'agit de leur ultime saison chez les amateurs.

### Reconversion
Barbara Piton s'oriente vers une carrière de professeur d’éducation physique et sportive. Elle est également professeur de patinage au club de patinage de Châlons-en-Champagne (ASCG) où elle enseigne les bases de la danse sur glace, et prépare de jeunes couples à des compétitions de niveaux national et européen.

## Palmarès
Avec 2 partenaires:
- Benjamin Delmas (2 saisons : 1991-1993)
- Alexandre Piton (11 saisons : 1994-2005)

| Compétition                   | 1992    | 1993    |  | 1994    | 1995    | 1996    | 1997    | 1998    | 1999    | 2000    | 2001    | 2002    | 2003    | 2004    | 2005    |
| Jeux olympiques d'hiver       |         |         |  |         |         |         |         |         |         |         |         |         |         |         |         |
| Championnats du monde         |         |         |  |         | 20e     | 20e     |         |         |         |         |         |         |         |         |         |
| Championnats d'Europe         |         |         |  |         |         | 12e     |         |         |         |         |         |         |         |         |         |
| Championnats de France        |         |         |  |         | 3e      | 2e      | 3e      | F       | 5e      |         |         |         |         | 6e      | F       |
| Championnats du monde juniors | 14e     |         |  |         |         |         |         |         |         |         |         |         |         |         |         |
|                               |         |         |  |         |         |         |         |         |         |         |         |         |         |         |         |
| Grand Prix ISU                | 1991/92 | 1992/93 |  | 1993/94 | 1994/95 | 1995/96 | 1996/97 | 1997/98 | 1998/99 | 1999/00 | 2000/01 | 2001/02 | 2002/03 | 2003/04 | 2004/05 |
| Skate America                 |         |         |  |         |         | 6e      | 10e     |         |         |         |         |         |         |         |         |
| Trophée de France             |         |         |  |         | 5e      | 7e      |         | 10e     |         |         |         |         |         |         |         |
| Coupe d'Allemagne             |         |         |  |         | 8e      |         |         |         |         |         |         |         |         |         |         |
| Coupe de Russie               |         |         |  |         |         |         | 11e     |         |         |         |         |         |         |         |         |
| Trophée NHK                   |         |         |  |         |         | 6e      |         |         |         |         |         |         |         |         |         |
| Légende : F = Forfait         |         |         |  |         |         |         |         |         |         |         |         |         |         |         |         |